# Maison des artisans à Belgrade
La maison des artisans (en serbe cyrillique : Занатски дом ; en serbe latin : Zanatski dom) est située à Belgrade, la capitale de la Serbie, dans la municipalité urbaine de Stari grad. Construite entre 1914 et 1933, elle est inscrite sur la liste des biens culturels de la Ville de Belgrade.

## Présentation

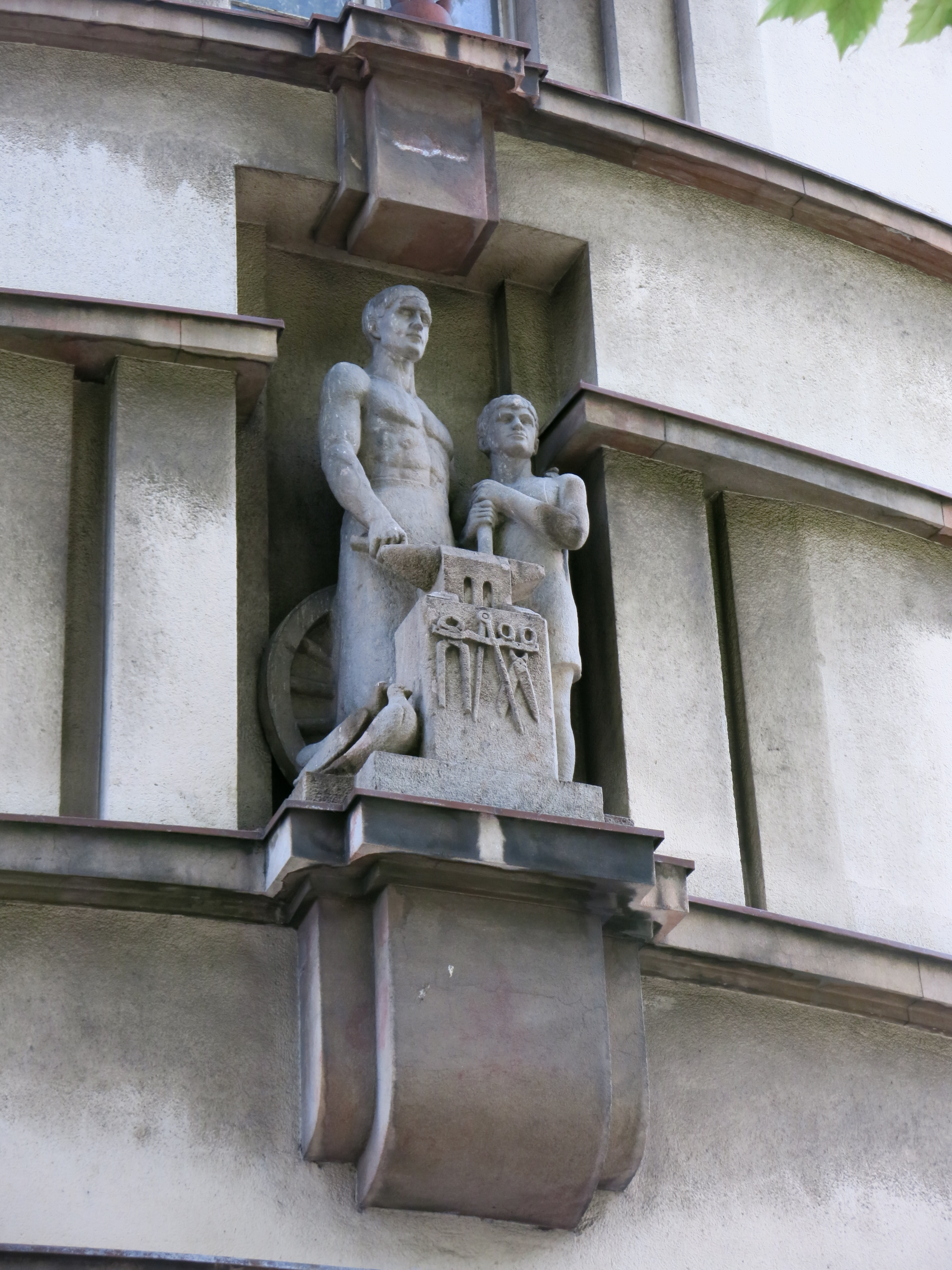
Sculpture sur la façade du bâtiment

Le but initial de la maison des artisans, sur le modèle d'autres maisons sociales, était d'unir les institutions artisanales existant préalablement. En 1914, des fonds furent rassemblés et la construction du bâtiment put commencer, sur des plans de l'architecte Danilo Vladisavljević qui  les avaient conçus dès 1912. Cependant, la guerre et d'autres circonstances retardèrent l'achèvement de l'édifice jusqu'en 1933, tandis que le projet fut confié à l'architecte Bogdan Nestorović.
Nestorović était un adepte d'une architecture moderniste et non ornementale. La maison des artisans fut ainsi construite comme un immeuble doté d'une façade centrale et de deux ailes le long des rues Hilandarska et Svetogorska. La partie centrale est demi-circulaire et les côtés sont droits ; cette opposition entre les différentes zones est soulignée par une tour centrale. Le caractère massif du centre est allégé par les colonnades du rez-de-chaussée et du dernier étage. Une sculpture représentant un Forgeron, œuvre de N. Lukaček, se tient au-dessus de l'entrée principale. En dehors des locaux réservés aux différentes associations d'artisans, l'immeuble disposait d'un hôtel et d'une salle pour le théâtre et le cinéma.
Radio Belgrade est installée dans le bâtiment depuis 1947.